# حزب سری ملی افغانستان
حزب سری ملی افغانستان در سال ۱۹۰۹ میلادی در دوره حکومت حبیب الله خان تأسیس شد.  پس از اینکه مکتب (مدرسه) حبیبیه ایجاد گردید این حزب شروع به جذب اعضاء و سازمان‌دهی  کرد. بیشتر اعضای این حزب مشروطه‌خواه را استادان مکاتب، مولویان مدارس و روشنفکران تشکیل می‌دادند.
این حزب مخفی داری چندین حلقه  علیه حکومت شاهی خودکامه مبارزه می‌نمود. تاج محمد خان بلوچ پغمانی رئیس حلقه اول و دکتر عبدالغنی پنجابی رئیس حلقه  دوم بودند. که این دو حلقه دراین حزب خیلی مهم بشمار می رفتند. این حزب توانست  در میان خانواده سلطنتی نفوذ کند تا این اعضا شاه را  تشویق  نماید  اجازه نشر جراید و اخبار را صادرکند. شاه نیز با شرایطی اجازه  نشر جریده را داد.اسم این جریده سراج الاخبار بود. رئیس نشر این جریده مولوی عبدالرؤف خان قندهاری (خاکی) بود که با همکاری تعدادی از روشنفکران  کار جریده را به پیش برد.
پس از اینکه تشکیلات این  حزب وسیع گردید و جلسات سری این حزب تشکیل شد. بعضی از اعضا دستوراً از طرف شاه داخل حزب شده بودند . شریف خان برادر تاج محمد بلوچ که کارمند دولت بود یک سری از مدارک جلسه حزب را به امیر حبیب الله داد. وی نیز در یکی از جلسات سیاسی به امیر حبیب الله رئیس حبیب اله  خطاب نمودند.  موضوع به‌طور سری به امیر رسانیده شد. در زمستان سال ۱۹۰۹ میلادی که امیر به جلال آباد آمدند. بود، دو نفر از اعضای حزب با نام‌های استاد محمد عظیم خان کارگذار و ملا مهناج الدین معلم شهزاده محمد کبیر خان فهرست تمام اعضای حزب راتوسط ملا طور چاپار بدست امیر تسلیم نمودند و اظهارداشتند که هدف این حزب کشتن امیر وتأسیس دولت مشروطه‌است.
در کابل شایعه شد که داکتر عبدالغنی اسرار حزب را برای شاه فاش کرده‌است. دو نفر از اعضای حزب در شور بازار قصد کشتن امیر را با فیر مرمی داشتند ولی امیر نجات یافت. پس از این حادثه شاه دستور اعدام ۳۷ نفر را صادر نمود که از آن جمله می‌توان به محمد انور بسمل اشاره کرد. تعدادی پس از حبس آزاد شدند که از جمله استاد غلام محمد میمنه گی و حبیب الله طرزی را می‌توان نام برد. تعدادی از اعضا که شناخته نشده بودند مخفیانه فعالیت می‌نمودند.  امیر عبدالرحمن لودی را با تعدادی دیگر از روشنفکران  در شور بازار کابل، تا تاریخی نا معلوم محبوس نمود که در زمره محبوسین می‌توان از نام‌های عبدلهادی داوی قاض قضات، عبدالمجید کمیدان، محمد اسحق قزل باش، شمص الدین خان محصل حربی و شیر محمد خان نام برد. چون این حزب در درون خانواده سلطنتی نفوذ نموده بود پس از مدتی شاه را در منطقه‌ کله گوش  در  جلال آباد در حالی که در شکارگاه به سر می برد به قتل رساندند. مشروطه خواهان برهبری شاه امان اله  حکومت مشروطه را تأسیس کردند.